# Cristocentrus lebisi
Cristocentrus lebisi är en skalbaggsart som beskrevs av Stefan von Breuning 1957. Cristocentrus lebisi ingår i släktet Cristocentrus och familjen långhorningar.
Artens utbredningsområde är Madagaskar. Inga underarter finns listade i Catalogue of Life.